# Grubenkarspitze

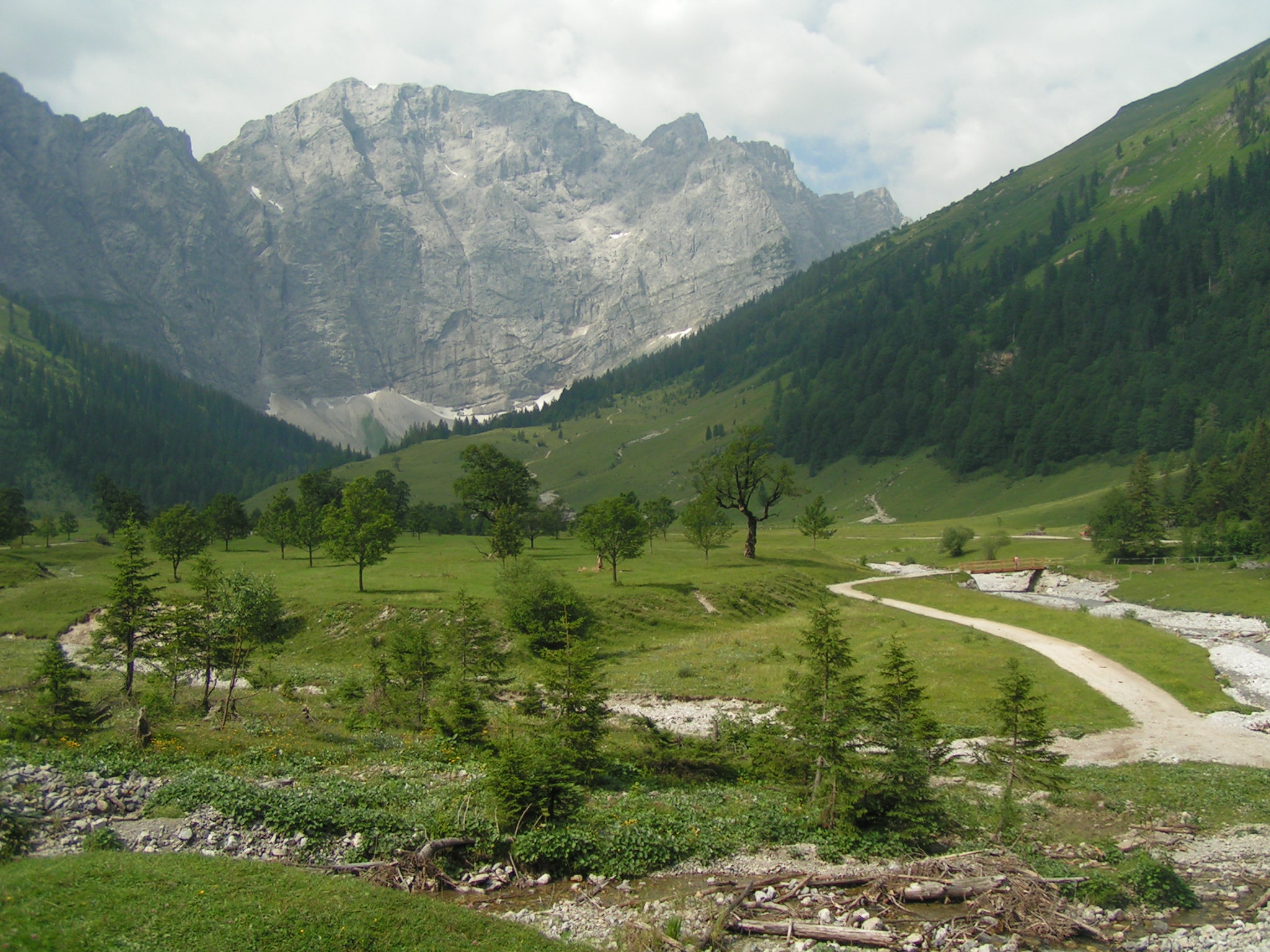
Die Grubenkarspitze von der Eng (Gemeinde Vomp)

Die Grubenkarspitze (2663 m ü. A.) befindet sich im Herzen des Karwendels in der Hinterautal-Vomper-Kette. Das Rossloch, der häufigste Ausgangspunkt für Grubenkarspitze, Dreizinkenspitze und Laliderer Spitze, ist ein Kältepol und liegt fast während des ganzen Winters im Schatten. Es wird häufig mit dem Mountainbike durch das Hinterautal von Scharnitz erreicht. Im Frühjahr ist die Grubenkarspitze als Skitour recht beliebt.
Obwohl die Grubenkarspitze in der Nähe der Laliderer Wände liegt und ihre Nordwand ca. 1000 m hoch ist, hat sie nie die Beliebtheit der „Laliderer“ erreicht.